# Аустралија на Светском првенству у атлетици на отвореном 2017.
Аустралија је на Светском првенству у атлетици на отвореном 2017. одржаном у Лондону од 4. до 13. августа, учествовала шеснаести пут, односно учествовала је на свим првенствима до данас. Репрезентацију Аустралије представљала су 59 такмичара (27 мушкараца и 32 жене) у 33 атлетске дисциплине (16 мушких и 17 женских).,
На овом првенству Аустралија је освојила две медаље (златну и сребрну). Овим успехом Аустралијска атлетска репрезентација је у укупном пласману освајача медаља делила 11. место.. Поред тога оборен је један континентални и један национални рекорд, два личана рекорда и постигнуто 9 најбољих личних резултата сезоне.
У табели успешности (према броју и пласману такмичара који су учествовали у финалним такмичењима (првих 8 такмичара)) Аустралија је са 5 учесника у финалу делила 17. место са 23 бода.
| Плас. | Земља      | 1. место | 2. место | 3. место | 4. место | 5. место | 6. место | 7. место | 8. место | Бр. финал. | Бод. |
| ----- | ---------- | -------- | -------- | -------- | -------- | -------- | -------- | -------- | -------- | ---------- | ---- |
| =17.  | Аустралија | 1        | 1        | 0        | 0        | 0        | 2        | 1        | 0        | 5          | 23   |

## Учесници
| Мушкарци: - Стивен Соломон — 400 м - Питер Бол — 800 м - Лук Метјуз — 1.500 м - Џордан Вилијамс — 1.500 м - Рајан Грегсон — 1.500 м - Патрик Тјернан — 5.000 м, 10.000 м - Морган Макдоналд — 5.000 м - Сем Макенте — 5.000 м - Џек Колриви — Маратон - Бред Милошевић — Маратон - Џош Харис — Маратон - Николас Хог — 110 м препоне - Стјуарт Максвејн — 3.000 м препреке - Трае Вилијамс — 4х100 м - Том Гамбл — 4х100 м - Ник Ендруз — 4х100 м - Рохан Браунинг — 4х100 м - Дејн Бирд-Смит — 20 км ходање - Ридиан Каули — 20 км ходање - Кертис Маршал — Скок мотком - Фабрис Лапјер — Скок удаљ - Хенри Фрејн — Скок удаљ - Демијен Беркенхед — Бацање кугле - Бен Харадин — Бацање диска - Мичел Купер — Бацање диска - Хамиш Пикок — Бацање копља - Седрик Дублер — Десетобој | Жене: - Рили Деј — 200 м - Ела Нелсон — 200 м - Морган Мичел — 400 м, 4х400 м - Британи Макгауан — 800 м - Џорџија Грифит — 800 м, 1.500 м - Лора Стори — 800 м - Зои Букман — 1.500 м - Линден Хол — 1.500 м - Мадлин Хилс — 5.000 м, 10.000 м - Елоиз Велингс — 5.000 м, 10.000 м - Хајди Си — 5.000 м - Џесика Тренгов — Маратон - Шинејд Дајвер — Маратон - Мили Кларк — Маратон - Сали Пирсон — 100 м препоне - Мишел Џенеке — 100 м препоне - Лорен Велс — 400 м препоне, 4х400 м - Џеневив Леказе — 3.000 м препреке - Викторија Мичел — 3.000 м препреке - Anneliese Rubie — 4х400 м - Ела Коноли — 4х400 м - Реган Ламбл — 20 км ходање - Беки Смит — 20 км ходање - Клер Талент — 20 км ходање - Никола Макдермот — Скок увис - Лиз Парнов — Скок мотком - Брук Стратон — Скок удаљ - На Ананг — Скок удаљ - Дани Стивенс — Бацање диска - Тарин Гољшевски — Бацање диска - Келси-Ли Робертс — Бацање копља - Кетрин Мичел — Бацање копља |

## Освајачи медаља (2)

### злато (1)
- Сали Пирсон — 100 м препоне

### Сребро (1)
- Дани Стивенс — бацање диска

## Резултати

### Мушкарци
| Атлетичар                                         | Дисциплина       | Лични рекорд | Група             | Група             | Полуфинале            | Полуфинале            | Финале                | Финале       | Детаљи |
| Атлетичар                                         | Дисциплина       | Лични рекорд | Резултат          | Место             | Резултат              | Место                 | Резултат              | Место        | Детаљи |
| ------------------------------------------------- | ---------------- | ------------ | ----------------- | ----------------- | --------------------- | --------------------- | --------------------- | ------------ | ------ |
| Стивен Соломон                                    | 400 м            | 44,97        | 46,27             | 7. у гр. 2        | Нису се квалификовали | Нису се квалификовали | Нису се квалификовали | 38 / 49 (52) |        |
| Питер Бол                                         | 800 м            | 1:45,21      | 1:49,65           | 7. у гр. 4        | Нису се квалификовали | Нису се квалификовали | Нису се квалификовали | 38 / 44 (49) |        |
| Рајан Грегсон                                     | 1.500 м          | 3:31,06 НР   | 3:43,28 (.274)    | 9. у гр. 2        | Нису се квалификовали | Нису се квалификовали | Нису се квалификовали | 20 / 41 (45) |        |
| Лук Метјуз                                        | 1.500 м          | 3:35,57      | 3:38,19 КВ        | 1. у гр. 3        | 3:40,91               | 7. у гр. 1            | Нису се квалификовали | 18 / 41 (45) |        |
| Џордан Вилијамс                                   | 1.500 м          | 3:36,74      | 3:46,11 КВ        | 6. у гр. 1        | 3:38,93               | 8. у гр. 2            | Нису се квалификовали | 8 / 41 (45)  |        |
| Морган Макдоналд                                  | 5.000 м          | 13:15,83     | 13:30,73          | 7. у гр. 1        |                       |                       | Нису се квалификовали | 20 / 39 (42) |        |
| Сем Макенте                                       | 5.000 м          | 13;17,55     | 13:31,58          | 11. у гр. 1       | 24 / 39 (42)          |                       | Нису се квалификовали |              |        |
| Патрик Тјернан                                    | 5.000 м          | 13:13,44     | 13:22,52 КВ       | 4. у гр. 2        | 13:40,01              | 11 / 39 (42)          |                       |              |        |
| Патрик Тјернан                                    | 10.000 м         | 27:29,81     |                   |                   |                       |                       | 29:23,72              | 22 / 22 (24) |        |
| Џек Колриви                                       | Маратон          | 2:18:32      | 2:21:44           | 45 / 71 (100)     |                       |                       |                       |              |        |
| Бред Милошевић                                    | Маратон          | 2:16:00      | 2:25:14           | 60 / 71 (100)     |                       |                       |                       |              |        |
| Џош Харис                                         | Маратон          | 2:17:08      | Није завршио трку | Није завршио трку |                       |                       |                       |              |        |
| Николас Хог                                       | 110 м препоне    | 13,42        | 13,61             | 5. у гр. 5        | Није се квалификовао  | Није се квалификовао  | Није се квалификовао  | 27 / 37 (42) |        |
| Стјуарт Максвејн                                  | 3.000 м препреке | 8:34,25      | 8:47,53           | 14. у гр. 3       |                       |                       | Нису се квалификовали | 40 / 38 (42) |        |
| Трае Вилијамс Том Гамбл Ник Ендруз Рохан Браунинг | 4 х 100 м        | 38,17 НР     | 38,88 НРС         | 7. у гр. 1        |                       |                       | Нису се квалификовали | 12 / 14 (16) |        |
| Дејн Бирд-Смит                                    | 20 км ходање     | 1:19:37      |                   |                   |                       |                       | 1:19:28 ЛР            | 6 / 58 (64)  |        |
| Ридиан Каули                                      | 20 км ходање     | 1:22:07      | 1:30:40           | 56 / 58 (64)      |                       |                       |                       |              |        |
| Кертис Маршал                                     | Скок мотком      | 5,73         | 5,60 кв           | 5. у гр. Б        |                       |                       | 5,65                  | 7 / 26 (30)  |        |
| Фабрис Лапјер                                     | Скок удаљ        | 8,40         | 7,91 кв           | 9. у гр. А        | 7,93                  | 11 / 31 (32)          |                       |              |        |
| Хенри Фрејн                                       | Скок удаљ        | 8,20         | 7,88              | 5. у гр. Б        | Нису се квалификовали | 14 / 31 (32)          |                       |              |        |
| Демијен Беркенхед                                 | Бацање кугле     | 21,21        | 19,90             | 9. у гр. Б        | Нису се квалификовали | 20 / 32               |                       |              |        |
| Бен Харадин                                       | Бацање диска     | 68,20 НР     | 60,95             | 11. у гр. Б       | Нису се квалификовали | 21 / 30 (32)          |                       |              |        |
| Мичел Купер                                       | Бацање диска     | 63,98        | 57,26             | 14. у гр. А       | Нису се квалификовали | 28 / 30 (32)          |                       |              |        |
| Хамиш Пикок                                       | Бацање копља     | 85,39        | 82,46             | 6. у гр. А        | Нису се квалификовали | 14 / 31 (32)          |                       |              |        |

#### Десетобој
| Дисциплина    | Седрик Дублер Архивирано на веб-сајту (19. април 2018) | Седрик Дублер Архивирано на веб-сајту (19. април 2018) | Седрик Дублер Архивирано на веб-сајту (19. април 2018) | Седрик Дублер Архивирано на веб-сајту (19. април 2018) | Седрик Дублер Архивирано на веб-сајту (19. април 2018) | Седрик Дублер Архивирано на веб-сајту (19. април 2018) |
| Дисциплина    | Лич. рек.                                              | Резултат                                               | Бод.                                                   | Плас.                                                  | Укупно                                                 | Плас.                                                  |
| ------------- | ------------------------------------------------------ | ------------------------------------------------------ | ------------------------------------------------------ | ------------------------------------------------------ | ------------------------------------------------------ | ------------------------------------------------------ |
| 100 м         | 10,71                                                  | 11,06 (.058)                                           | 847                                                    | 17.                                                    | 847                                                    | 17.                                                    |
| Скок удаљ     | 7,74                                                   | 7,29                                                   | 883                                                    | 17.                                                    | 1.730                                                  | 19.                                                    |
| Бацање кугле  | 12,30                                                  | 11,36 ЛРС                                              | 568                                                    | 32.                                                    | 2.298                                                  | 29.                                                    |
| Скок увис     | 2,15                                                   | 2,08 ЛРС                                               | 878                                                    | 5.                                                     | 3.176                                                  | 22.                                                    |
| 400 м         | 48,18                                                  | 48,31 ЛРС                                              | 894                                                    | 8.                                                     | 4.070                                                  | 18.                                                    |
| 110 м препоне | 14,13                                                  | 14,92                                                  | 859                                                    | 19.                                                    | 4.929                                                  | 18.                                                    |
| Бацање диска  | 42,81                                                  | 40,85 ЛРС                                              | 682                                                    | 19.                                                    | 5.611                                                  | 20.                                                    |
| Скок мотком   | 5,10                                                   | 4,90 ЛРС                                               | 880                                                    | 9.                                                     | 6.867                                                  | 15.                                                    |
| Бацање копља  | 54,32                                                  | 52,10                                                  | 620                                                    | 20.                                                    | 7.111                                                  | 19.                                                    |
| 1500 м        | 4:32,12                                                | 4:50,31                                                | 617                                                    | 19.                                                    | 7.728                                                  | 18.                                                    |
| Десетобој     | 8.114                                                  |                                                        |                                                        |                                                        | 7.728                                                  | 18 / 20 (35)                                           |

### Жене
| Атлетичарка                                        | Дисциплина       | Лични рекорд | Квалификације   | Квалификације  | Полуфинале            | Полуфинале            | Финале                | Финале                | Детаљи |
| Атлетичарка                                        | Дисциплина       | Лични рекорд | Резултат        | Место          | Резултат              | Место                 | Резултат              | Место                 | Детаљи |
| -------------------------------------------------- | ---------------- | ------------ | --------------- | -------------- | --------------------- | --------------------- | --------------------- | --------------------- | ------ |
| Рили Деј                                           | 200 м            | 23,26        | 23,77 (.764)    | 7. у гр. 1     | Нису се квалификовале | Нису се квалификовале | Нису се квалификовале | 36 / 52 (54)          |        |
| Ела Нелсон                                         | 200 м            | 22,50        | 24,02           | 7. у гр. 3     | Нису се квалификовале | Нису се квалификовале | Нису се квалификовале | 43 / 49 (51)          |        |
| Морган Мичел                                       | 400 м            | 51,25        | 52,22           | 5. у гр. 5     | Нису се квалификовале | Нису се квалификовале | Нису се квалификовале | 25 / 48 (49)          |        |
| Британи Макгауан                                   | 800 м            | 2:01,26      | 2:02,25         | 6. у гр. 3     | Нису се квалификовале | Нису се квалификовале | Нису се квалификовале | 28 / 45 (47)          |        |
| Лора Стори                                         | 800 м            | 2:01,67      | 2:07,17         | 7. у гр. 2     | Нису се квалификовале | Нису се квалификовале | Нису се квалификовале | 41 / 45 (47)          |        |
| Џорџија Грифит                                     | 800 м            | 2:00,90      | 2:03,54         | 5. у гр. 5     | Нису се квалификовале | Нису се квалификовале | Нису се квалификовале | 38 / 45 (47)          |        |
| Џорџија Грифит                                     | 1.500 м          | 4:07,32      | 4:08,99         | 11. у гр. 3    | Нису се квалификовале | Нису се квалификовале | Нису се квалификовале | 27 / 43 (44)          |        |
| Зои Букман                                         | 1.500 м          | 4:03,22      | 4:05,44 кв      | 9. у гр. 1     | 4:05,93               | 8. у гр. 1            | Није се квалификовала | 14 / 43 (44)          |        |
| Линден Хол                                         | 1.500 м          | 4:01,78      | 4:10,51         | 9. у гр. 2     | Није се квалификовала | Није се квалификовала | Није се квалификовала | 33 / 43 (44)          |        |
| Медлин Хајнер                                      | 5.000 м          | 15:04,05     | 15:13,77        | 10. у гр. 2    |                       |                       | Нису се квалификовале | 19 / 32 (34)          |        |
| Елоиз Велингс                                      | 5.000 м          | 14:54,11     | 15:25,92        | 15. у гр. 1    | 27 / 32 (34)          |                       | Нису се квалификовале |                       |        |
| Хајди Си                                           | 5.000 м          | 15:22,36     | 15:38,86        | 14. у гр. 2 КВ | 29 / 32 (34)          |                       | Нису се квалификовале |                       |        |
| Медлин Хајнер                                      | 10.000 м         | 31:41,10     |                 |                |                       |                       | 32:48,57              | 26 / 31 (32)          |        |
| Елоиз Велингс                                      | 10.000 м         | 31:14,94     | 32:26,31 ЛРС    | 22 / 31 (32)   |                       |                       |                       |                       |        |
| Џесика Тренгов                                     | Маратон          | 2:27:01      | 2:28:59         | 9 / 78 (92)    |                       |                       |                       |                       |        |
| Шинејд Дајвер                                      | Маратон          | 2:31:37      | 2:33:26         | 20 / 78 (92)   |                       |                       |                       |                       |        |
| Мили Кларк                                         | Маратон          | 2:29:07      | 2:35:27 ЛРС     | 24 / 78 (92)   |                       |                       |                       |                       |        |
| Сали Пирсон                                        | 100 м препоне    | 12,28 НР     | 12,72 КВ        | 1. у гр. 4     | 12,53 КВ              | 1. у гр. 1            | 12,59                 |                       |        |
| Мишел Џенеке                                       | 100 м препоне    | 12,82        | 13,11 кв        | 6. у гр. 3     | 13,25                 | 7. у гр. 2            | Није се квалификовала | 21 / 39 (40)          |        |
| Лорен Велс                                         | 400 м препоне    | 55,08        | 56,49           | 7. у гр. 1     | Није се квалификовала | Није се квалификовала | Није се квалификовала | 25 / 39               |        |
| Викторија Мичел                                    | 3.000 м препреке | 9:30,84      | 10:00,40        | 11 у гр. 2     |                       |                       | Није се квалификовала | 33 / 40 (42)          |        |
| Џеневив Леказе                                     | 3.000 м препреке | 9:14,28 НР   | 9:27,53 КВ, ЛРС | 3. у гр. 3     | 9:26,25 ЛРС           | 12 / 40 (42)          |                       |                       |        |
| Anneliese Rubie Ела Коноли Лорен Велс Морган Мичел | 4 х 400 м        | 3:23,81 НР   | 3:28,61 НРС     | 5. у гр. 1     | Нису се квалификовале | 10 / 13 (16)          |                       |                       |        |
| Реган Ламбл                                        | 20 км ходање     | 1:29:33      |                 |                |                       |                       | 1:31:30               | 22 / 52 (61)          |        |
| Беки Смит                                          | 20 км ходање     | 1:29:49      | 1:35:31         | 38 / 52 (61)   |                       |                       |                       |                       |        |
| Клер Талент                                        | 20 км ходање     | 1:28:53      | 1:37:05 ЛРС     | 43 / 52 (61)   |                       |                       |                       |                       |        |
| Никола Макдермот                                   | Скок увис        | 1,90         | Без пласмана    | Без пласмана   |                       |                       | Није се квалификовала | Није се квалификовала |        |
| Лиз Парнов                                         | Скок мотком      | 4,51         | 4,35            | 8. у гр. А     | Није се квалификовала | 15 / 24 (31)          |                       |                       |        |
| Брук Стартон                                       | Скок удаљ        | 7,05 НР      | 6,46 кв         | 4. у гр. Б     | 6,67                  | 6 / 30                |                       |                       |        |
| На Ананг                                           | Скок удаљ        | 6,68         | 6,27            | 13. у гр. А    | Није се квалификовала | 22 / 30               |                       |                       |        |
| Дани Самјуелс                                      | Бацање диска     | 67,99        | 65,56 КВ        | 2. у гр. Б     | 69,64 ОКР, НР, ЛР     |                       |                       |                       |        |
| Тарин Гољшевски                                    | Бацање диска     | 60,27        | 54,29           | 14. у гр. А    | Није се квалификовала | 6. / 31               |                       |                       |        |
| Келси-Ли Робертс                                   | Бацање копља     | 64,38        | 63,70 КВ        | 4. у гр. А     | 60,76                 | 10 / 30 (31)          |                       |                       |        |
| Кетрин Мичел                                       | Бацање копља     | 66,12        | 57,42           | 12. у гр. Б    | Није се квалификовала | 25 / 30 (31)          |                       |                       |        |